# Taseopteryx insignis
Taseopteryx insignis là một loài bướm đêm trong họ Noctuidae.